# Гіперзвукова аеродинамічна труба

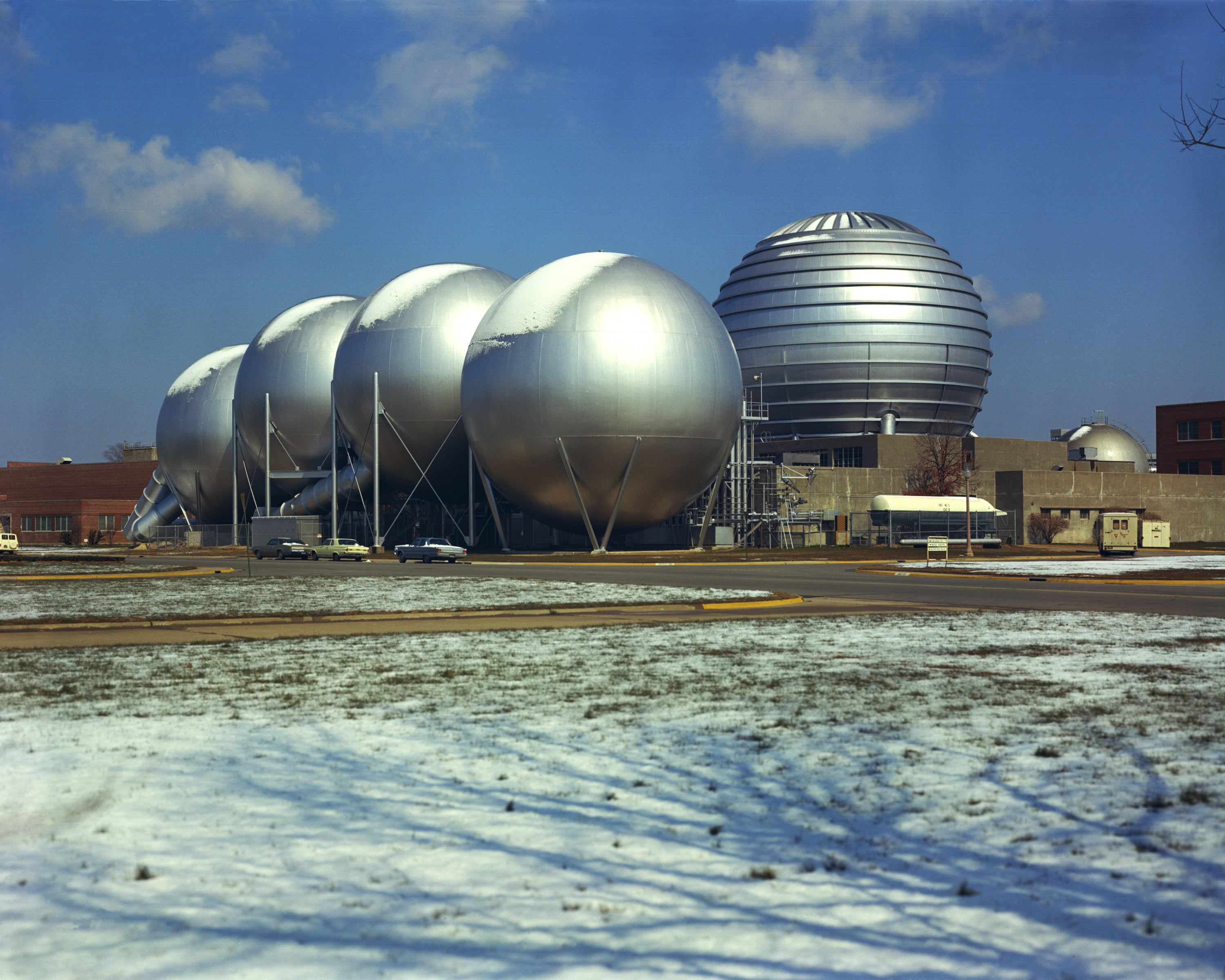
Гіперзвуковий комплекс Дослідницького Центру Ланглей (НАСА), 1969 рік

Гіперзвукова аеродинамічна труба (також  Гіперзвуковий аеродинамічний тунель, англ. Hypersonic wind tunnel) розроблено для генерування гіперзвукових потоків у робочому відділі, таким чином симулюючи типові властивості потоків у даному режимі потоку, включаючи компресійні поштовхи та виражені ефекти граничного шару, шару ентропії та зон в'язкої взаємодії, а також найбільш важливі високі загальні температури потоку. Швидкості, що досягаються у цих тунелях, варіюються від 5 до 15 Махів. Вимоги по потужності таких аеродинамічних труб зростають із збільшенням перетину потоку, щільності потоку, а також є прямо пропорційними третьому степеню швидкості випробування. На сьогоднішній день встановлення постійного, закритого контуру аеродинамічної труби є істотно затратною справою. Першу таку аеродинамічну трубу із закритим контуром і швидкостями 7-10 Махів, з відділом для тестування розміром 1x1 метр планувалося встановити у Кохель-ам-Зе, Німеччина під час  Другої Світової Війни, її нарешті встановили і запустили під назвою 'Тунель А' (англ. 'Tunnel A') наприкінці 1950х років  у РКІА (англ. AEDC) Туллахома, Теннесі, США із встановленою потужністю у 57 МВ. З огляду на ці високі вимоги до обладнання, також періодично експлуатуються інші експериментальні установки, такі як продуваючі аеродинамічні труби, які спроектували і розробили для симуляції гіперзвукових потоків. Гіперзвукова аеродинамічна труба включає в себе наступні компоненти (для потоків):  компонент нагрівання/охолодження, висушення, конвергентну/дивиргентну насадки, відділ тестування, другу горловину та дифузор. Продуваючі аеродинамічні труби мають резервуар низького вакууму із задньої частини, в той час як аеродинамічної труби з постійно працюючим замкненим контуром мають встановлений високопотужний компресор. Так як з розширенням потоку падає його температура, повітря всередині секції може зріджуватися. Через це попереднє нагрівання потоку є критично важливим (в той час як сопло може вимагати охолодження).

## Зовнішні посилання
- Hot Shot Wind Tunnel у Інституті Динаміки Рідин Фон Кармана (англ.)
- Опис і калібрування Langley Hot Shot Wind Tunnel [Архівовано 23 травня 2010 у Wayback Machine.] у Дослідницького Центру Ланглей (англ.)
- MERIL, the European facilities platform [Архівовано 3 жовтня 2017 у Wayback Machine.] (англ.)